# Mesoleptus perditorius
Mesoleptus perditorius là một loài tò vò trong họ Ichneumonidae.